# Brandenburg (Schiff, 1936)
Die Brandenburg war ein ehemaliges französisches Kühlschiff, das von der deutschen Kriegsmarine im Dezember 1942 beschlagnahmt und danach von April 1943 bis zu seiner Versenkung im September 1943 als Minenschiff eingesetzt wurde.

## KühlschiffKita
Das Schiff lief 1936 auf der Werft Forges et Chantiers de la Méditerranée (FCM) in La Seyne-sur-Mer mit der Baunummer 1232 und dem Namen Kita für die Reederei Chargeurs Réunis vom Stapel. Es war 106,7 m lang und 13,16 m breit, hatte 5,7 m Tiefgang und war mit 3894 BRT vermessen. Drei Kessel und zwei Dampfturbinen mit zusammen 4800 PSw ergaben eine Höchstgeschwindigkeit von 15 Knoten.

## MinenschiffBrandenburg
Die Kita wurde nach der Besetzung Südfrankreichs durch die Wehrmacht im Dezember 1942, im Rahmen des Laval-Kaufmann-Abkommens, im Hafen vom Marseille von der Kriegsmarine in Besitz genommen.  Sie sollte zunächst zum Schnellen Geleitboot SG 8 umgebaut werden. Dann wurde jedoch entschieden, sie als Minenschiff auszurüsten. Das Schiff wurde mit drei 10,5-cm-Geschützen, drei 3,7-cm-Flak, achtzehn 20-mm-Flak und sechs Wasserbombenwerfern bewaffnet. Es konnte bis zu 225 EMC-Minen oder 260 UMB-Minen aufnehmen. Das Schiff wurde im April 1943 mit dem Namen Brandenburg in Dienst gestellt und schon am 22. April zum Legen von Minensperren im Seebereich südwestlich von Sardinien eingesetzt. Kommandant wurde zunächst Korvettenkapitän Dr. Otto Wunder. In den folgenden Monaten war die Brandenburg, meist gemeinsam mit dem Minenschiff Pommern, an zahlreichen Minenunternehmen an der Küste Sardiniens in der Minenschiffgruppe Westitalien, im Golf von Gaeta, im Golf von Salerno und in der Straße von Bonifacio beteiligt. Am 11. Juli 1943 wurde Kommandant Dr. Wunder bei einem Flugzeugangriff tödlich verwundet. Nachfolger wurde Korvettenkapitän Dr.-Ing. Karl-Friedrich Brill.
Am 9. September 1943, dem Tag nach der Bekanntgabe des italienischen Waffenstillstands, trafen die Brandenburg und die Pommern bei Castiglioncello südlich von Livorno auf den italienischen Hilfskreuzer Piero Foscari und den Frachter Valverde. Sie griffen die beiden Schiffe an, die gleichzeitig von der Landseite von deutscher Heeresartillerie beschossen wurden. Beide italienischen Schiffe mussten auf Strand gesetzt werden. Die zwei Minenschiffe fuhren weiter nach Norden, noch immer von Heeresartillerie auf Selbstfahrlafetten unterstützt, und eroberten den italienischen Minenleger Buffoluto nach einem Artillerieduell.
Am 21. September 1943 wurden die Brandenburg und das Jägerleitschiff Kreta (ex frz. Ile de Beauté) im Tyrrhenischen Meer etwa 7 Seemeilen nordöstlich der Insel Capraia auf der Position 43° 8′ 0″ N, 9° 58′ 0″ O von dem britischen U-Boot Unseen durch Torpedos versenkt. 25 Mann der Besatzung kamen dabei ums Leben.